# Касинеле
Касинѐле (на италиански: Cassinelle, на местен диалект: Cascinele, Кашинеле) е село и община в Северна Италия, провинция Алесандрия, регион Пиемонт. Разположено е на 360 m надморска височина. Населението на общината е 944 души (към 2010 г.).